# Monti Turkistan
I monti Turkistan, noti anche come monti Turkestan, sono una catena montuosa di Kirghizistan, Tagikistan e Uzbekistan. Diramandosi dai monti Alay, si estendono per 320 km con andamento est-ovest tra la valle di Fergana e quella dello Zeravshan. 

## Descrizione
Le vette più alte sono il picco Piramidalny (5509 m) e il picco Skalistyj (5621 m). La catena è costituita soprattutto da scisti, arenarie e calcari. 
Al di sotto della linea delle nevi, boschetti di alberi crescono lungo i versanti settentrionali, mentre i versanti meridionali, più aridi e dirupati, sono quasi privi di vegetazione. In Tagikistan la strada tra Ŭroteppa e Dushanbe attraversa il passo Shakhristan a 3378 m di quota.

## Galleria d'immagini

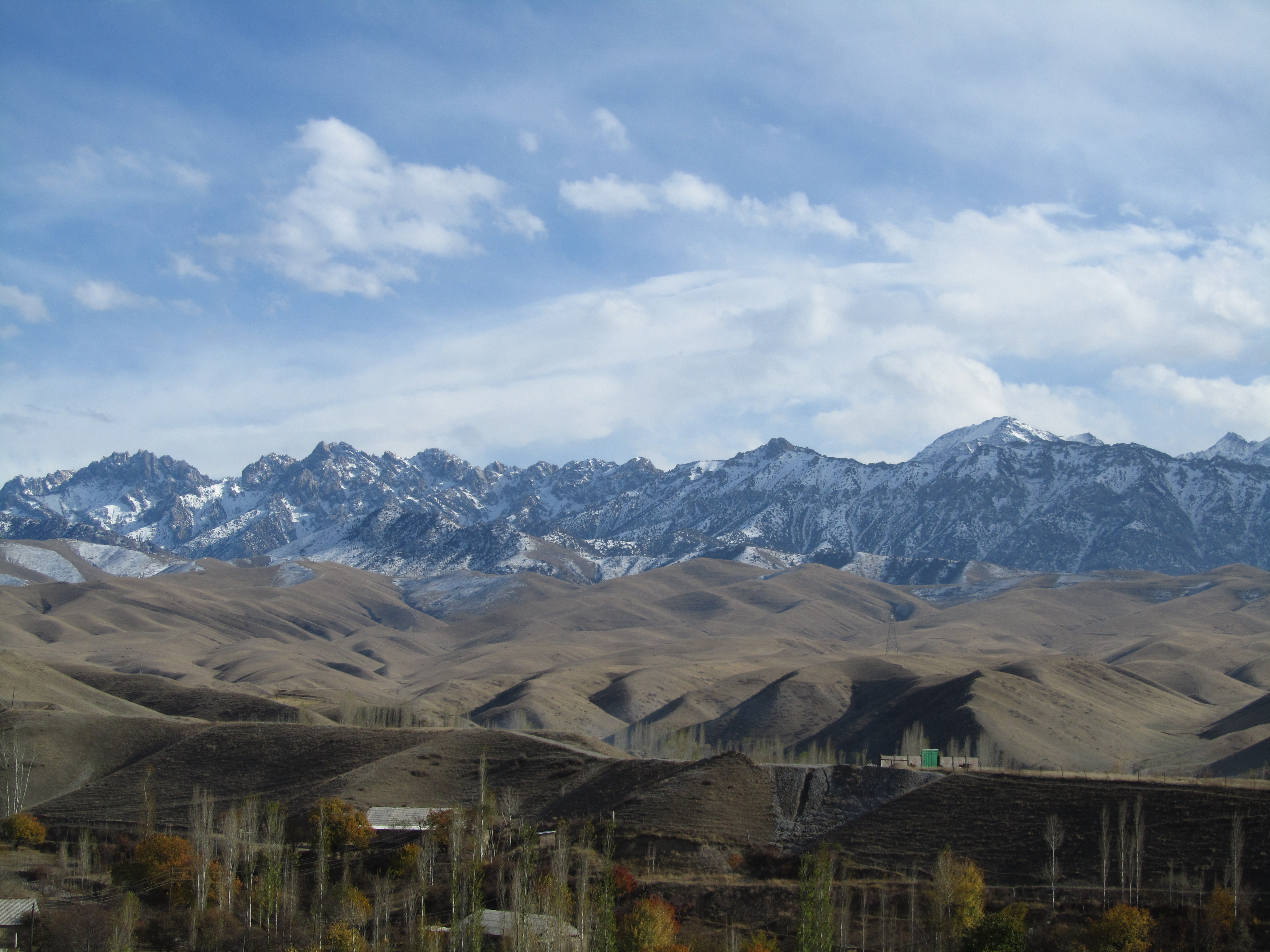
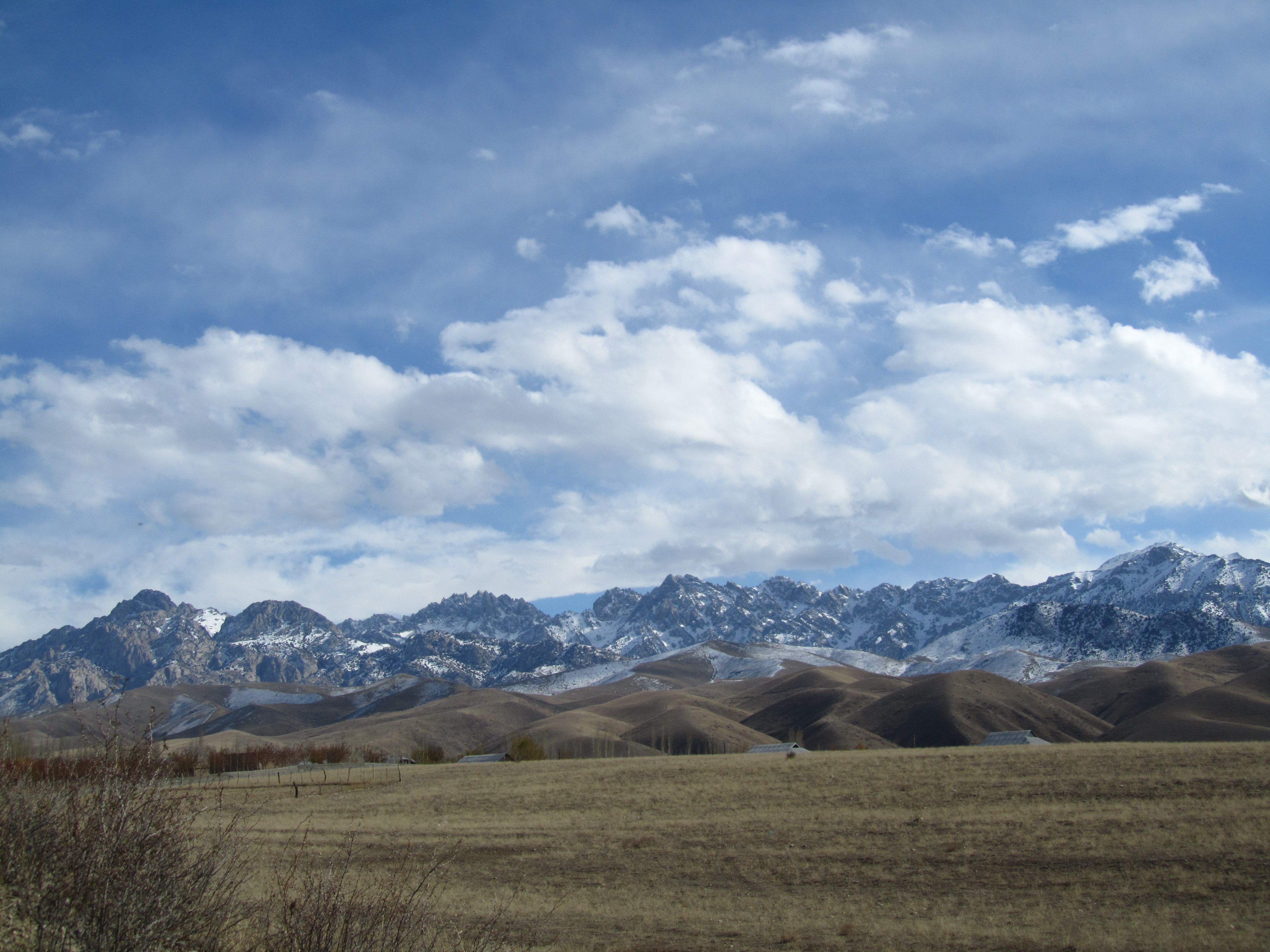
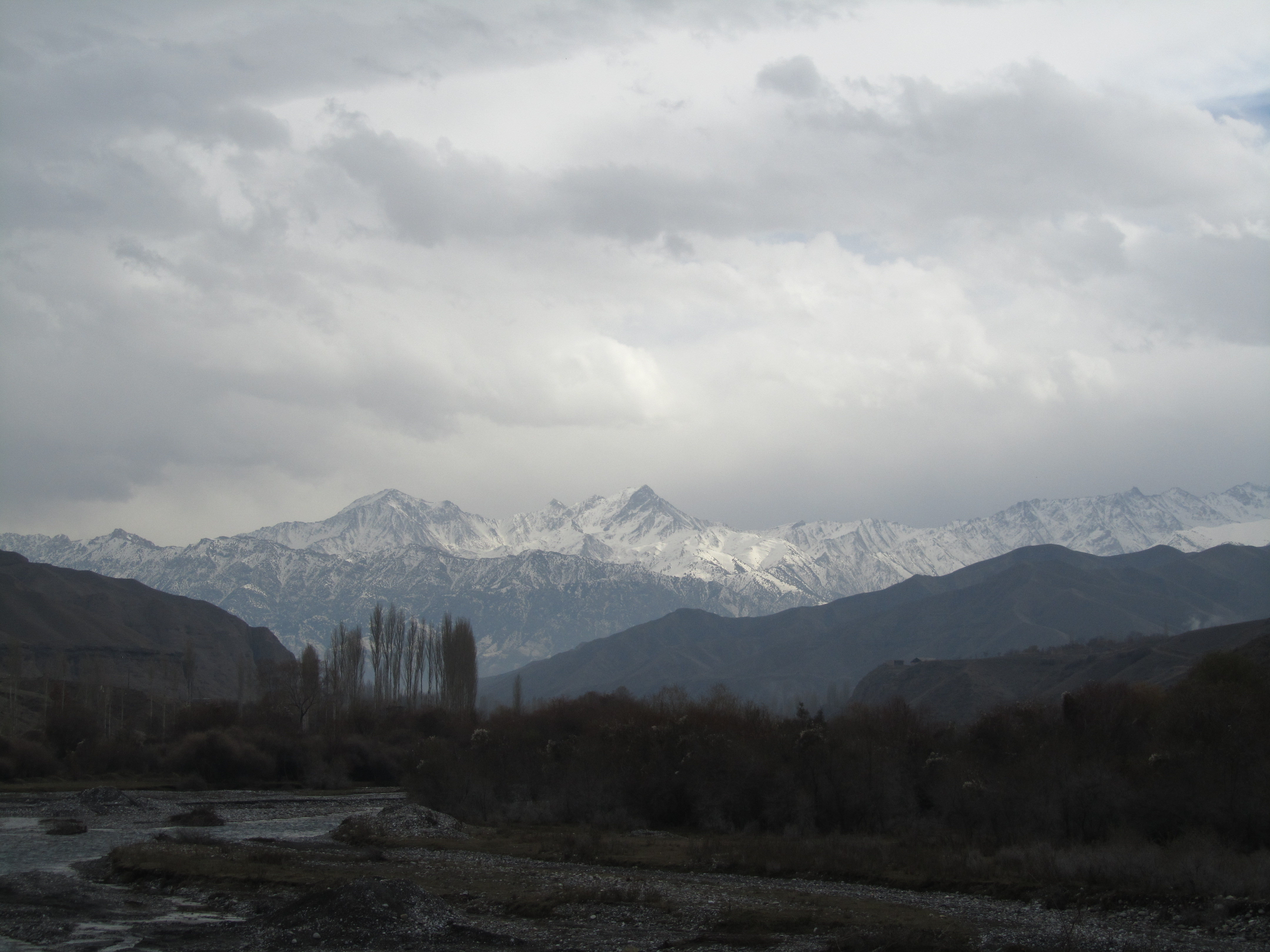
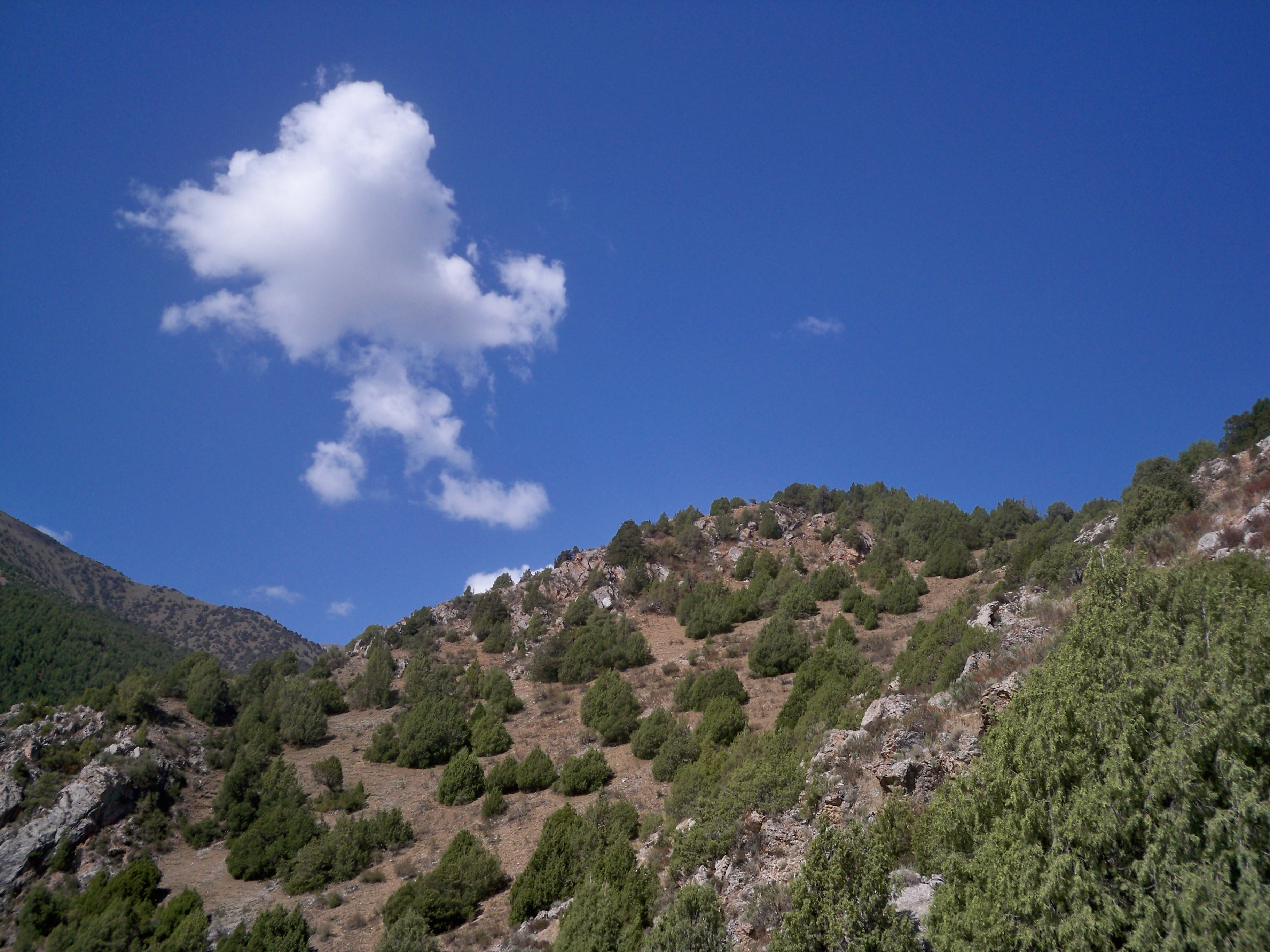
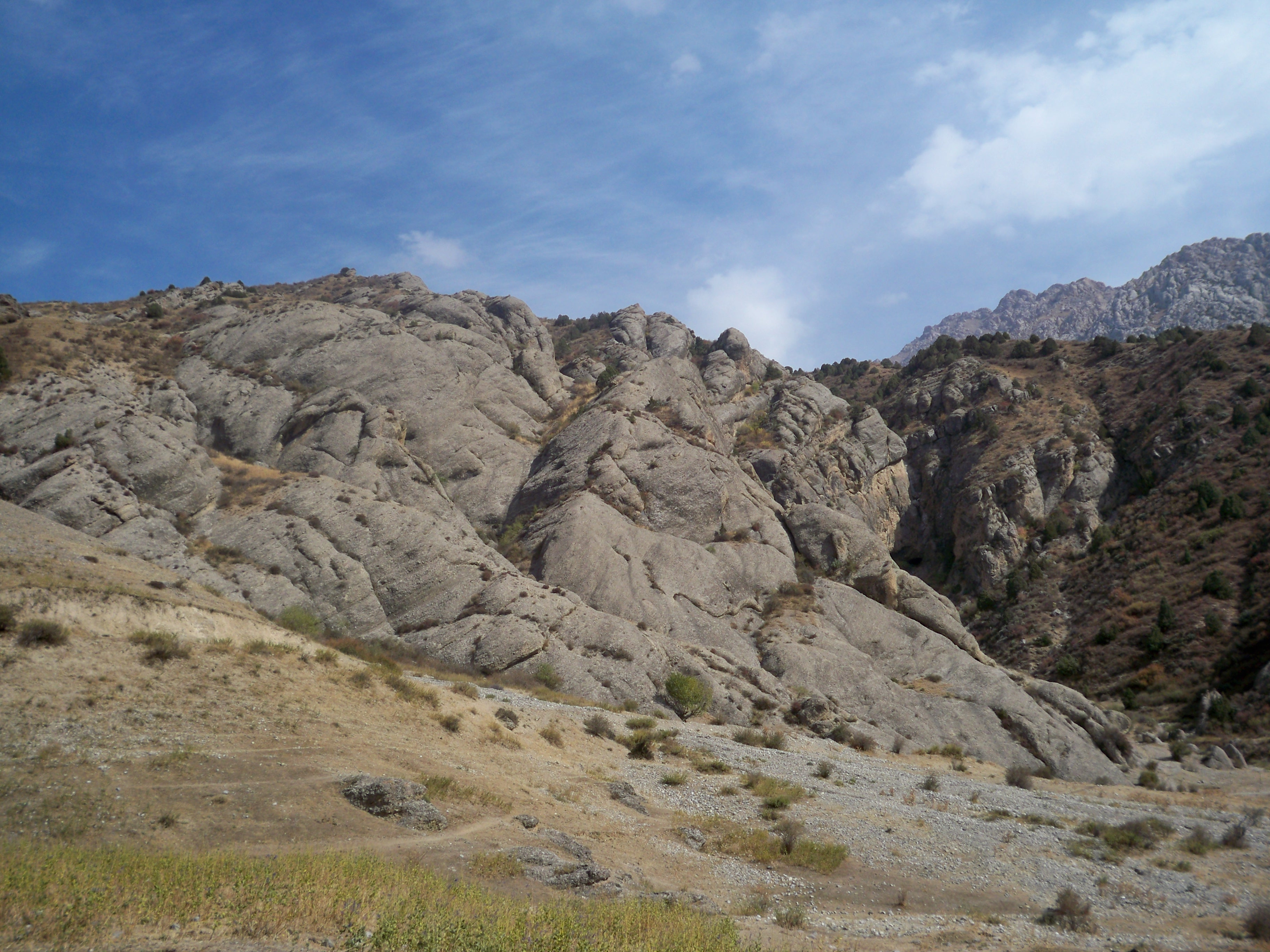
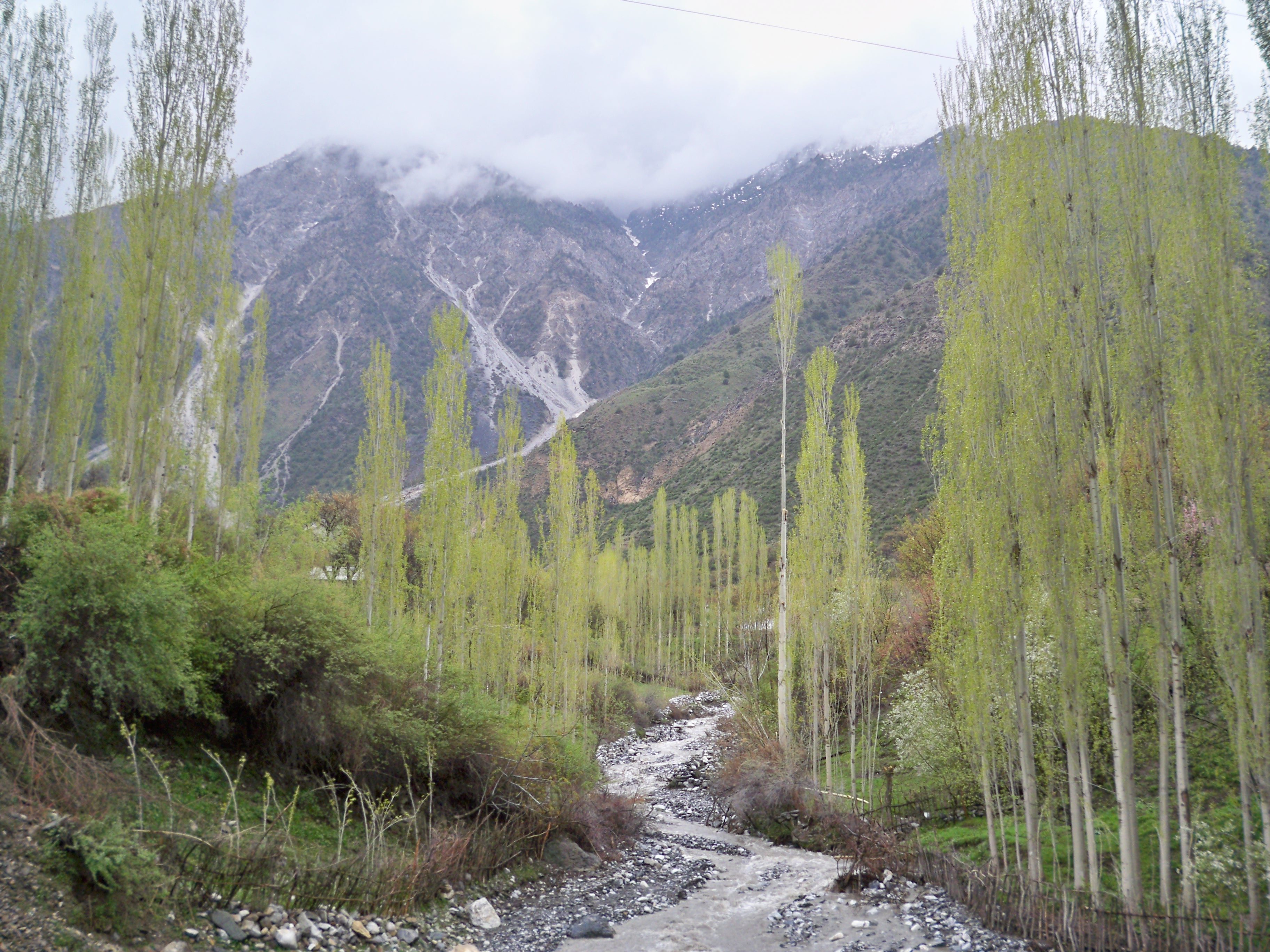